# Lines We Cross
«Lineas Que Cruzamos» —título original en inglés: «Lines We Cross»— es el primer episodio y estreno de la décima temporada de la serie de televisión posapocalíptica, horror The Walking Dead. En el guion estuvo cargo Angela Kang y Greg Nicotero dirigió el episodio, que salió al aire en el canal AMC el 6 de octubre de 2019. Fox hará lo propio en España e Hispanoamérica el día siguiente, respectivamente. El episodio se puso a disposición de los suscriptores de AMC Premiere el 29 de septiembre de 2019.

## Trama
Ha trascurrido un año después del intenso invierno y las comunidades colectivas continúan prosperando. No ha habido señales de los Susurradores y hay opiniones divididas sobre lo que esto significa. Algunos, como Michonne y Daryl, temen que regresarán y ordenan a otros que respeten la línea que cruza sus límites con respecto a los demás. Otros, como Carol, creen que Los Susurradores han desaparecido y por lo tanto, no deben temer cruzar el territorio, sino respetar las órdenes de Michonne y los líderes de las comunidades.
Las comunidades colectivas han comenzado a entrenar a un ejército contra caminantes en Oceanside, sin embargo, durante un ejercicio, encuentran una máscara de caminante de un susurrador en la tierra y los temores sobre los Susurradores se extiendan a las comunidades. Se envían grupos de exploración para verificar a lo largo de los límites del territorio para ver si hay signos de caminantes, pero no se encuentra ninguno. Daryl y Carol forman otra expedición y Carol expresa su deseo de irse sola, haciendo que Daryl y ella tengan una discusión.
En todas las comunidades, todos presencian bolas de fuego cayendo del cielo al bosque cercano, dentro de los límites de los Susurradores. Por radio, las comunidades acuerdan que si no apagan el fuego, se extenderá y amenazará a sus comunidades, y se enviarán equipos de lucha contra incendios. Cuando apagan el fuego, encuentran que el objeto caído es un viejo satélite ruso. Después de un breve encuentro con los caminantes atraídos por el fuego, el fuego se extingue y Michonne ordena a todos que se vayan de inmediato, pero Eugene insiste en que necesitan recuperar el satélite para cualquier tecnología que pueda ayudarlos. Michonne acepta a regañadientes. Durante el caos, Carol se aleja, seguida de Daryl y nuevamente habla de su pasión por los viajes. Él le ofrece ir con ella, pero ella se niega. Cuando Daryl vuelve con los demás, Carol mira hacia un barranco cercano y ve a Alpha salir del bosque y se observan de manera desafiante.

## Producción
Según la guionista Angela Kang, la idea de usar un satélite fue parte de la visión del equipo de redacción de tratar de mantener el programa fresco. Se utilizó tanto para mostrar cómo los efectos a largo plazo del apocalipsis han afectado a otras partes de la sociedad (un satélite olvidado desde hace mucho tiempo que cae de la órbita sin nadie para monitorearlo) y ayudó a introducir tecnología que se convertiría en parte del arco de la temporada. A partir de este episodio, los nombres de Katelyn Nacon (Enid) y Alanna Masterson (Tara Chambler) ya no aparecen en los créditos de apertura, este es el primer episodio donde Ryan Hurst (Beta) es ascendido al reparto principal a partir de este cap̪ítulo y en esta temporada, ya que su nombre es añadido a los créditos de apertura, a pesar de que no aparece en este episodio.

## Recepción

### Reseña y Crítica
"Lines We Cross" recibió la aclamación crítica de los críticos. En Rotten Tomatoes, el episodio tiene una calificación de aprobación del 92% con un puntaje promedio de 7.63 de 10, basado en 24 revisiones. El consenso crítico del sitio dice: "'Lines We Cross' prepara el escenario para la décima temporada de  TWD  ' con un ímpetu feroz que ofrece igualmente momentos satisfactorios de personajes y tramas tensas".

### Audiencia
"Lines We Cross" recibió una audiencia total de 4 millones con una calificación de 1.4 en adultos de 18 a 49 años. Fue el programa de cable mejor calificado de la noche, sin embargo, marcó una baja audiencia en la serie.